# 早尾町 (愛西市)
早尾町（はやおちょう）は、愛知県愛西市にある地名。字が25ある。

## 地理
旧立田村域北端に位置する。

### 字一覧
（配列は五十音順・読みはYahoo!地図による）
- 井下野（いげの）
- 枝郷（えだご）
- 榎下（えのきした）
- 大西（おおにし）
- 晩稲場（おくてば）
- 川並（かわなみ）
- 北河原（きたがわら）
- 草場（くさば）
- 小中島東（こなかじまひがし）
- 新田（しんでん）
- 立切（たてきり）
- 堤敷（ていしき）
- 天上（てんじょう）
- 長瀬（ながせ）
- 長瀬東（ながせひがし）
- 流（ながれ）
- 西草場（にしくさば）
- 西立切（にしたちきり）
- 野薮（のやぶ）
- 舟原（ふなはら）
- 前並（まえなみ）
- 溝（みぞ）
- 南川並（みなみかわなみ）
- 南前並（みなみまえなみ）
- 村北（むらきた）

## 河川
- 木曽川
- 長良川
- 鵜戸川
- 海部幹線水路

## 歴史

### 町名の由来
『尾張國地名考』によると当町域以南は地面が低くなっており、田の水が早く落ちるために早水尾と呼ばれていたのが約されて早尾となったものという。

### 沿革
- 3世紀中頃と推定される土器が出土しており、この時期には人が定住していたと思われる[WEB 6][WEB 7]。
- 鎌倉時代から戦国時代 - 尾張国海西郡赤目保の早尾村として所在していた[1]。このころに津島の豪族である大橋源三右衛門によって早尾東城が築かれる。
- 江戸時代 - 尾張国海西郡の尾張藩領鵜多須代官所支配の村として所在[1]。
- 1889年（明治22年） - 市制町村制下の早尾村となる[1]。
- 1897年（明治30年） - この年の木曽三川分流工事により水没した二老より光輪寺が移転[1]。
- 1906年（明治39年） - 立田村大字早尾となる[1]。
- 2005年（平成17年） - 愛西市早尾町となる。

## 世帯数と人口
2019年（令和元年）5月1日現在の世帯数と人口は以下の通りである。
| 町丁   | 世帯数  | 人口    |
| ------ | ------- | ------- |
| 早尾町 | 661世帯 | 1,925人 |

### 人口の変遷
国勢調査による人口および世帯数の推移。
| 1995年（平成7年）  | 539世帯 2127人 |  |
| 2000年（平成12年） | 573世帯 2157人 |  |
| 2005年（平成17年） | 579世帯 2063人 |  |
| 2010年（平成22年） | 594世帯 2020人 |  |
| 2015年（平成27年） | 618世帯 1962人 |  |
| 2020年（令和2年）  | 616世帯 1833人 |  |

## 学区
市立小・中学校に通う場合、学校等は以下の通りとなる。また、公立高等学校に通う場合の学区は以下の通りとなる。
| 番・番地等 | 小学校                 | 中学校             | 高等学校 |
| ---------- | ---------------------- | ------------------ | -------- |
| 全域       | 愛西市立立田北部小学校 | 愛西市立立田中学校 | 尾張学区 |

## 交通

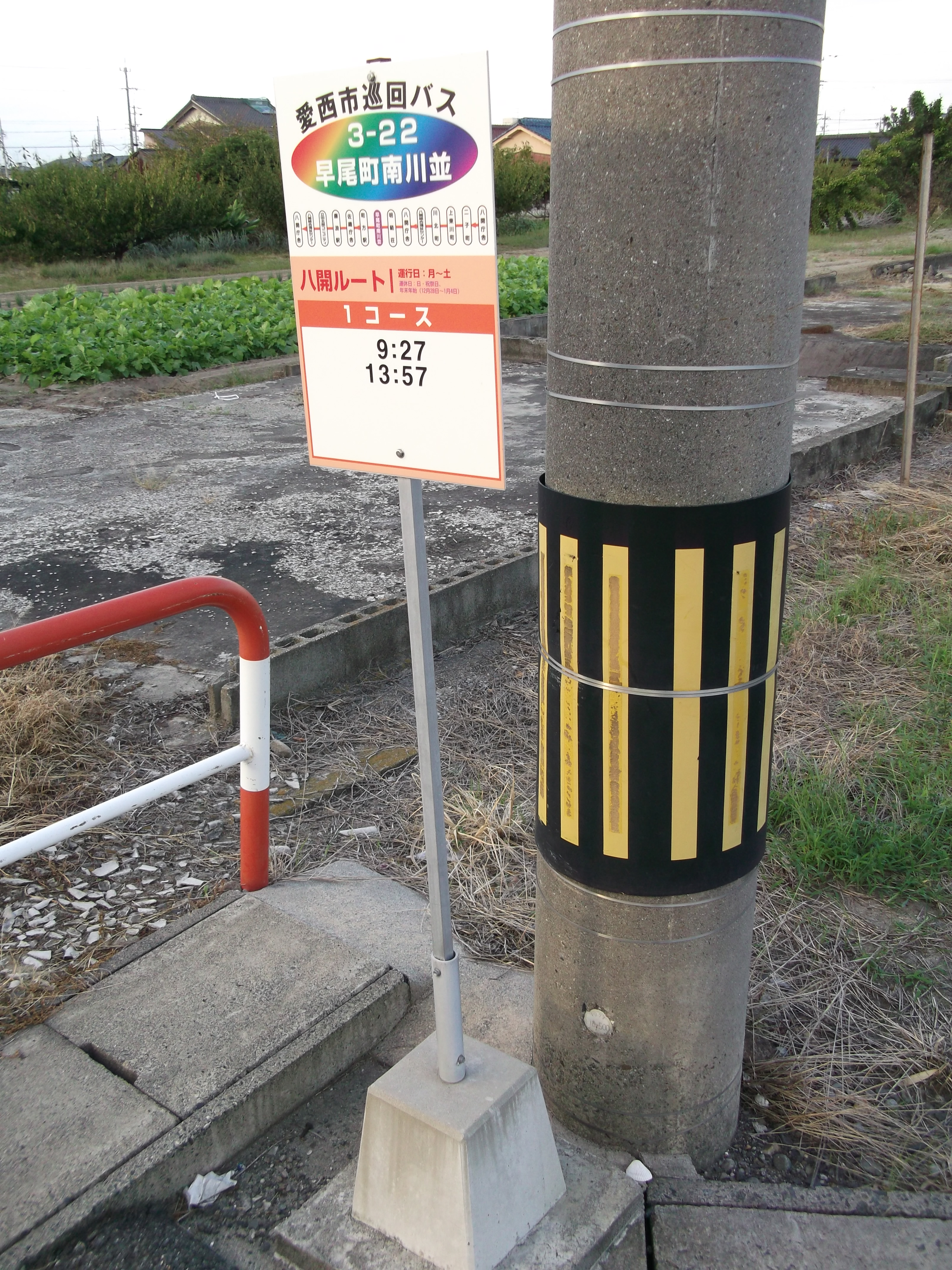
愛西市巡回バス 早尾町南川並停留所

### バス
かつて県道津島南濃線上を名鉄バスが運行されていたが、廃止されている。
- 愛西市巡回バス（2020年4月1日現在）[WEB 15]

|    | 停留所名             | ルート     |
| -- | -------------------- | ---------- |
| 66 | 立田北部コミュニティ | 立田、八開 |
| 82 | JAれんこんセンター   | 八開       |
| 85 | 早尾町南川並         | 八開       |
| 87 | 早尾町（常徳寺前）   | 八開       |

### 道路
- 愛知県道・岐阜県道8号津島南濃線
- 愛知県道120号・岐阜県道117号津島海津線

## 施設
- JAあいち海部花きセンター
- JAあいち海部れんこんセンター
- 真宗大谷派光輪寺
- 愛西市立田総合運動場
- 早尾工区揚水機場
- 神明社
- 真宗大谷派常徳寺

### WEB
1. ↑  “愛知県愛西市の町丁・字一覧”.   人口統計ラボ. 2019年5月14日閲覧。
2. 1 2  “人口・世帯数（立田地区）” (PDF).   愛西市 (2019年5月1日). 2019年5月14日閲覧。
3. ↑  “郵便番号”.  日本郵便. 2019年5月13日閲覧。
4. ↑  “市外局番の一覧”.   総務省. 2019年5月13日閲覧。
5. ↑  Yahoo!地図 愛西市早尾町2013年10月8日閲覧。
6. ↑  国土交通省 中部地方整備局. “KISSO Vol.24” (PDF). 2022年7月20日閲覧。
7. ↑  国土交通省 中部地方整備局. “KISSO Vol.52” (PDF). 2022年7月20日閲覧。
8. ↑  総務省統計局 (2014年3月28日). “平成7年国勢調査の調査結果(e-Stat) - 男女別人口及び世帯数 －町丁・字等” (CSV). 2021年7月20日閲覧。
9. ↑  総務省統計局 (2014年5月30日). “平成12年国勢調査の調査結果(e-Stat) - 男女別人口及び世帯数 －町丁・字等” (CSV). 2021年7月20日閲覧。
10. ↑  総務省統計局 (2014年6月27日). “平成17年国勢調査の調査結果(e-Stat) - 男女別人口及び世帯数 －町丁・字等” (CSV). 2021年7月21日閲覧。
11. ↑  総務省統計局 (2012年1月20日). “平成22年国勢調査の調査結果(e-Stat) - 男女別人口及び世帯数 －町丁・字等” (CSV). 2021年7月21日閲覧。
12. ↑  総務省統計局 (2017年1月27日). “平成27年国勢調査の調査結果(e-Stat) - 男女別人口及び世帯数 －町丁・字等” (CSV). 2021年7月21日閲覧。
13. ↑  総務省統計局 (2022年2月10日). “令和2年国勢調査の調査結果(e-Stat) - 男女別人口，外国人人口及び世帯数－町丁・字等” (CSV). 2023年8月2日閲覧。
14. ↑  “平成29年度以降の愛知県公立高等学校（全日制課程）入学者選抜における通学区域並びに群及びグループ分け案について”.   愛知県教育委員会 (2015年2月16日). 2019年1月14日閲覧。
15. ↑  愛西市. “愛西市巡回バス”. 2024年4月9日閲覧。

### 書籍
1. 1 2 3 4 5 6  「角川日本地名大辞典」編纂委員会 1989, p. 1092.
2. ↑  「角川日本地名大辞典」編纂委員会 1989, p. 1885.